# Apristurus nasutus
Apristurus nasutus är en hajart som beskrevs av de Buen 1959. Apristurus nasutus ingår i släktet Apristurus och familjen rödhajar. IUCN kategoriserar arten globalt som otillräckligt studerad. Inga underarter finns listade i Catalogue of Life.

## Bildgalleri

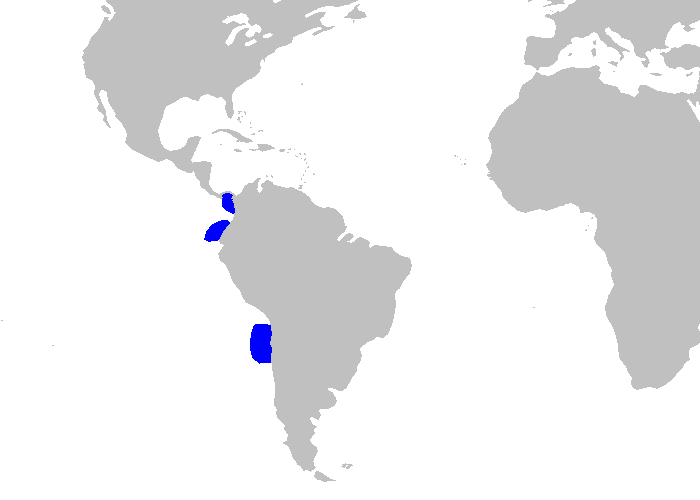